# سيدي موسى الحمري
سيدي موسى الحمري هي جماعة قروية في إقليم تارودانت بجهة سوس ماسة جنوب المغرب. وهي تضم 976 14 نسمة، حسب الإحصاء العام للسكان والسكنى لسنة 2014. 
يقع مركز الجماعة على الطريق الجهوية رقم 114 أ (الطريق الإقليمية 1708 سابقاً) والتي تسمى محلياً بطريق أمسكرود، ويبعد مركز الجماعة عن تارودانت بـ 30 كلم.

## دواوير الجماعة
- دوار أيت حميدة
- دوار أيت بويه
- دوار أمرس
- دوار أيت عبو
- دوار بوظهر
- دوار أيت حميميش
- دوار أيت بلحمام
- دوار بوحصيرة
- دوار أيت عزوز
- دوار الحموشيين
- دوار أيت عيسى
- دوار أيت عياد

## التعليم
قائمة المؤسسات التعليمية في جماعة سيدي موسى الحمري:
- مجموعة مدارس وادي سوس (الدواوير: سيدي موسى، بوظهر، أيت حميدة)
- مجموعة مدارس أبي ذر الغفاري (الدواوير: أيت عيسى، بوحصيرة، أيت عياد)
- إعدادية أنس بن مالك
- ثانوية سيدي موسى

## مركز الجماعة
رغم كونها جماعة قروية، إلى أن مركز الجماعة يتوفر على بنية تحتية شبه حضرية، حيث يوجد به مجموعة من الوكالات البنكية، ووكالات تحويل الأموال، ومحطات الوقود، والمصحات الخاصة، ومدارس تعليم السياقة، بالإضافة إلى المقاهي والمطاعم.

## النقل والطرق

### الطرق
معظم الدواوير التابعة لجماعة سيدي موسى الحمري تصلها طرق معبدة.

### النقل
يمكن الوصول لمركز الجماعة، إما عبر سيارات الأجرة الكبيرة، أو عبر النقل المزدوج، أو عبر حافلات شركة الكرامة التي تتوفر على خط يربط بين تارودانت ومركز جماعة سيدي موسى الحمري.

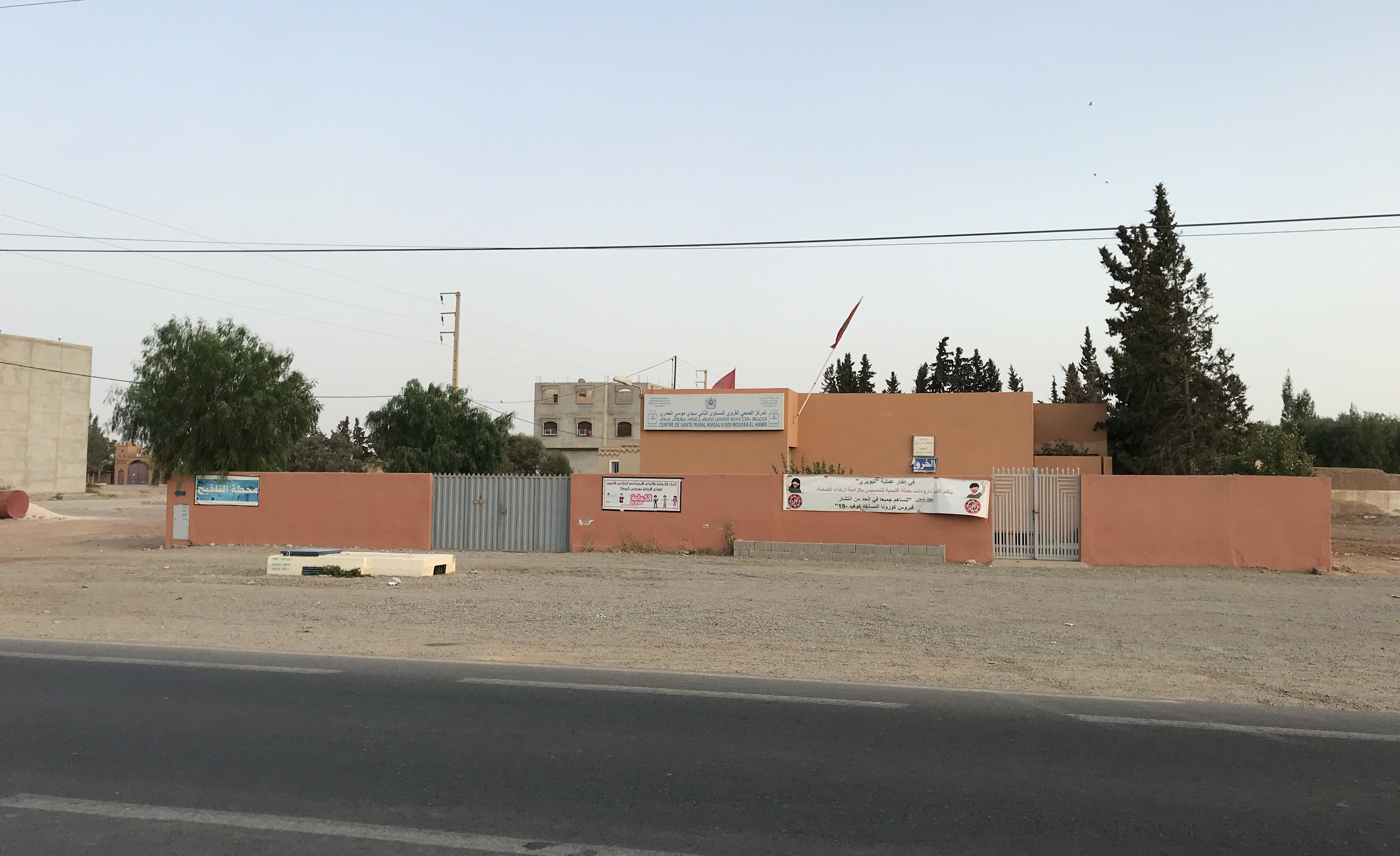
المركز الصحي القروي من المستوى الثاني - سيدي موسى الحمري

## الصحة
تتوفر جماعة سيدي موسى الحمري على مركز صحي قروي من المستوى الثاني.